# 福島市立松陵中学校
福島市立松陵中学校（ふくしましりつ しょうりょう ちゅうがっこう）は、福島県福島市にあった公立中学校である。

## 概要
1963年から1965年にかけて福島市南部の松川地区（当時の信夫郡松川町の中学校4校を統合した学校であり、松川地区全域を通学区域とし、地区中心部の松川町に位置する。2020年5月1日現在、11学級312名の児童が在籍する。

## 沿革
- 1963年
  - 信夫郡松川町立松川中学校（初代）と松川町立金谷川中学校が統合され、松川町立松川中学校（2代目）として新設される。
- 1964年
  - 現在の校舎が竣工する。
  - 3月31日 - 信夫郡松川町・安達郡安達村学校組合立下川崎中学校が松川中学校に分離統合され、名称公募により松川町立松陵中学校となる。
- 1965年
  - 松川町立水原中学校が統合される。
  - 6月1日 - 信夫郡松川町が福島市に合併するのに伴い、福島市立松陵中学校となる。
- 2025年 - 松陵義務教育学校へ統合。

## 教育方針
教育目標
- 自ら学ぼうとする生徒
- 正しく判断し、進んで実行する生徒
- 明朗で、たくましい生徒

## 校歌
- 作詞：藤田正人
- 作曲：古関裕而

福島市の公式YouTubeで試聴する事が出来る。

## 学校行事
| - 4月 - 5月 - 6月 | - 7月 - 8月 - 9月 | - 10月 - 11月 - 12月 | - 1月 - 2月 - 3月 |

## 生徒会活動・部活動など

### 部活動
- 野球部
- サッカー部
- パソコン部
- バレーボール部（男子・女子）
- バスケットボール部（男子・女子）
- 卓球部（男子・女子）
- テニス部（男子・女子）
- バドミントン部
- 水泳部
- 陸上部（男子・女子）
- 柔道部
- 吹奏楽部
- 美術部
- 家庭部

## 通学区域[2]
- 松川地区
  - 松川町
  - 松川町美郷
  - 松川町水原
  - 松川町浅川
  - 松川町関谷
  - 松川町金沢
  - 松川町沼袋
  - 松川町下川崎
  - 光が丘
  - 金谷川

## 進学前小学校[3]
- 福島市立松川小学校
- 福島市立水原小学校
- 福島市立金谷川小学校
- 福島市立下川崎小学校

## 学区内の主な施設
- JR東日本東北本線
  - 松川駅
  - 金谷川駅
- 国道4号福島南バイパス
- 福島県道114号福島安達線
- 福島大学
- 福島県立医科大学
- 福島市役所松川支所・福島市松川学習センター
- 北芝電機

## 交通
- JR東日本松川駅より福島交通路線バス水原行乗車、松川本町停留所下車、徒歩約3分[4]。